# Rozdoliwka (obwód doniecki)
Rozdoliwka (ukr. Роздолівка) – wieś na Ukrainie, w obwodzie donieckim, w rejonie bachmuckim, w hromadzie Sołedar. W 2001 liczyła 740 mieszkańców.